# Aile Asszonyi
Aile Asszonyi, née le 22 juillet 1975 à Väike-Maarja, est une chanteuse lyrique estonienne, soprano lirico-spinto.

## Biographie
Aile Asszonyi est finaliste du concours Reine Élisabeth en 2004.